# Bankbilanz-Bewertung
Als Bankbilanz-Bewertung wird im Bankwesen und Rechnungswesen die Bewertung einzelner Bilanzpositionen der Bankbilanz bezeichnet, die Auswirkungen auf die Gewinn- und Verlustrechnung und damit auf die Ertragslage und die Eigenmittel der Kreditinstitute hat.

## Allgemeines
Aufgrund der Sonderstellung des Kreditwesens in einer Volkswirtschaft sowie der Eigenheiten der bankbetrieblichen Geschäftstätigkeit gibt es bereits für die Bankbilanzierung Spezialgesetze der in handelsrechtlichen Rechnungslegung, die sich von denen der Nichtbanken teilweise erheblich unterscheiden. Bei der Bankbilanzierung kommt es insbesondere auf die Bildung und Gliederung der Bilanzpositionen im Rahmen der Bilanzierungsgrundsätze der Bilanzidentität, Bilanzklarheit, Bilanzkontinuität und Bilanzwahrheit an. Dabei verlangt die materielle Bilanzkontinuität, dass die angewandten Bewertungsmethoden beizubehalten sind (§ 252 Abs. 1 Nr. 6 HGB).
Kern der Bankbilanz-Bewertung ist die Bewertung einzelner Bilanzpositionen. Bereits 1961 erschien hierzu im Rahmen der Bankbetriebslehre ein Grundlagenwerk über die Bankbilanz und ihre Bewertung. Entscheidend ist dabei die Bewertung neuralgischer Bilanzpositionen, Finanzprodukte oder Finanzinstrumente in der Bankbilanz wie insbesondere Derivate, Finanzanlagen, Kapitalbeteiligungen, Kreditgeschäft, Wertpapiere (Aktivseite) sowie Eigenmittel, Rücklagen, Rückstellungen und Verbindlichkeiten (Passivseite).

## Rechnungslegungsstandards
Einschlägige deutsche Rechnungslegungsstandards gibt es für Kreditinstitute im Handelsgesetzbuch (HGB), der Kreditinstituts-Rechnungslegungsverordnung (RechKredV) und speziell für Aktienbanken das Aktiengesetz (AktG). International sind die IFRS nebst Auslegungen von Bedeutung, die über § 264d HGB und § 315e HGB auch in Deutschland für kapitalmarktorientierte Kapitalgesellschaften gelten (das sind neben Großbanken auch Großunternehmen des Nichtbankensektors).
Diese Rechnungslegungsstandards enthalten auch dezidierte Bewertungsvorschriften.

## Zu beachtende Bewertungsvorschriften
Kreditinstitute und Finanzdienstleistungsinstitute haben folgende bewertungsrelevante Rechnungslegungsvorschriften zu beachten:
| Rechtsgebiet                           | Rechtsgrundlage          | Anmerkungen |
| -------------------------------------- | ------------------------ | --- |
| Vorschriften für alle Kaufleute        | § 238 HGB bis § 263 HGB  | Kreditinstitute sind Istkaufmann oder Formkaufmann, so dass sie diese Vorschriften beachten müssen                                     |
| Vorschriften für Kapitalgesellschaften | § 264 HGB bis § 289a HGB | Nach § 340a HGB haben alle Kreditinstitute unabhängig von ihrer Rechtsform die Vorschriften für große Kapitalgesellschaften anzuwenden |
| rechtsformspezifische Vorschriften     | § 340 Abs. 1 Satz 3 HGB  | unter anderem: § 58 AktG, § 150 AktG, § 152 AktG, § 42 GmbHG, § 42a GmbHG, § 19 f. GenG                                                |
| kreditinstitutspezifische Vorschriften | § 340 HGB bis § 340o HGB | Diese Vorschriften sind der Kern des bewertungsrelevanten materiellen Bilanzrechts für Kredit- und Finanzdienstleistungsinstitute      |

Weitere formelle Vorschriften enthält die RechKredV.

### Bewertung nach dem HGB
Die wesentlichen Bewertungsvorschriften für alle Wirtschaftszweige und Rechtsformen sind in den §§ 252 HGB bis § 256a HGB kodifiziert. Sie gelten branchenübergreifend auch für Kreditinstitute, sofern für letztere keine Ausnahmen vorgesehen sind.
Deshalb befasst sich dieser Artikel lediglich mit den spezifischen Bewertungsvorschriften für Kreditinstitute, die sich aus den §§ 340 HGB bis § 340i HGB ergeben. Sie betreffen insbesondere die Bewertung von Vermögensgegenständen, Vorsorgereserven für allgemeine Bankrisiken, eines Sonderpostens für diese in der Bankbilanz und Fremdwährungsumrechnung.
Grundsatz
Ungeachtet der Rechtsform und der Bankengröße müssen alle Kreditinstitute gemäß § 340a HGB ihren Jahresabschluss nach den Regeln für große Kapitalgesellschaften aufstellen. Das gilt nach § 340i Abs. 1 HGB auch für den Konzernabschluss von Kreditinstituten.
Pensionsgeschäfte
Die Legaldefinition des § 340b HGB definiert Pensionsgeschäfte als „Verträge, durch die ein Kreditinstitut oder der Kunde eines Kreditinstituts (Pensionsgeber) ihm gehörende Vermögensgegenstände einem anderen Kreditinstitut oder einem seiner Kunden (Pensionsnehmer) gegen Zahlung eines Betrags überträgt und in denen gleichzeitig vereinbart wird, dass die Vermögensgegenstände später gegen Entrichtung des empfangenen oder eines im Voraus vereinbarten anderen Betrags an den Pensionsgeber zurück übertragen werden müssen oder können“. Die übertragenen Vermögensgegenstände sind nach § 340b Abs. 4 HGB weiterhin in der Bilanz des Pensionsgebers auszuweisen. Hier wird beim echten Pensionsgeschäft das Prinzip der wirtschaftlichen Betrachtungsweise aus § 246 Abs. 1 Satz 2 HGB sinngemäß angewandt.
Bewertung von Vermögensgegenständen
Grundsätzlich gelten gemäß § 340e Abs. 1 HGB für Anlage- und Umlaufvermögen dieselben Bewertungsvorschriften wie für Nichtbanken. § 253 Abs. 3 Satz 6 HGB ist dagegen für Kreditinstitute nur auf Kapitalbeteiligungen und Anteile an verbundenen Unternehmen sowie Wertpapiere und Forderungen anzuwenden, die dauernd dem Geschäftsbetrieb zu dienen bestimmt sind. Abweichend von § 253 Abs. 1 Satz 1 HGB dürfen Hypothekendarlehen und andere Forderungen mit ihrem Nennbetrag angesetzt werden, soweit das Disagio Zinscharakter hat. Ist der Nennbetrag höher als der Auszahlungsbetrag oder die Anschaffungskosten, so ist der Unterschiedsbetrag in den Rechnungsabgrenzungsposten auf der Passivseite aufzunehmen.
Finanzinstrumente des Handelsbuchs sind zum beizulegenden Zeitwert abzüglich eines Risikoabschlags zu bewerten. Eine Umgliederung aus dem Anlagebuch in das Handelsbuch ist nach § 340e Abs. 3 HGB (handelsrechtlich) ausgeschlossen (siehe aber Umwidmung). Das gilt auch für eine Umgliederung aus dem Handelsbuch in das Anlagebuch, es sei denn, außergewöhnliche Umstände, insbesondere schwerwiegende Beeinträchtigungen der Handelbarkeit der Finanzinstrumente, führen zu einer Aufgabe der Handelsabsicht durch das Kreditinstitut. Finanzinstrumente des Handelsbuchs können nachträglich in eine Bewertungseinheit einbezogen werden; sie sind bei Beendigung der Bewertungseinheit wieder in das Handelsbuch umzugliedern.
Wertpapiere sind bei der Anschaffung einer der drei Bewertungskategorien Handelsbuch, Liquiditätsreserve oder Anlagevermögen zuzuordnen. Da die Zuordnung zum Handelsbuch und zum Anlagevermögen bilanz- und aufsichtsrechtlich kodifiziert sind, stellt die Zuordnung zur Liquiditätsreserve einen Auffangtatbestand dar.
Vorsorge für allgemeine Bankrisiken
Gemäß § 340f Abs. 1 HGB dürfen Kreditinstitute die Forderungen an andere Kreditinstitute (Interbankenhandel) und Kunden (Bankkredite), Anleihen sowie Aktien und andere nicht festverzinsliche Wertpapiere, die weder wie Anlagevermögen behandelt werden noch Teil des Handelsbuchs sind, mit einem niedrigeren als dem nach § 253 Abs. 1 Satz 1, Abs. 4 HGB vorgeschriebenen oder zugelassenen Wert ansetzen (Wahlrecht), soweit dies nach vernünftiger kaufmännischer Beurteilung zur Sicherung gegen die besonderen Risiken des Geschäftszweigs der Kreditinstitute notwendig ist. Höchstgrenze sind 4 % der betroffenen Vermögenswerte des Anlagebuchs. Der Gesetzgeber eröffnet hierbei den Banken die bewusste Unterbewertung unterhalb der Anschaffungskosten oder des beizulegenden Zeitwerts. Für die Vorsorgereserve nach § 340f HGB kommen nur Vermögenswerte in Betracht, die nach dem strengen Niederstwertprinzip bewertet werden und die dem Handelsbuch zugeordnet sind.
Nach § 340f Abs. 3 HGB können Aufwendungen und Erträge aus unterschiedlichen Geschäftssparten miteinander saldiert werden, daher wird der Vorgang als Überkreuzkompensation bezeichnet.
Die Bildung und Auflösung von stillen Vorsorgereserven nach § 340f HGB ist für den externen Jahresabschlussadressaten nicht nachvollziehbar.
Bezug zu Einzelwertberichtigung und Pauschalwertberichtigung
Die Vorsorgereserve kann zusätzlich zu einer Einzelwertberichtigung (EWB) oder Pauschalwertberichtigung (PWB) angesetzt werden, denn die Vorsorgereserve wird lediglich zur Sicherung gegen die besonderen Risiken des Kreditgewerbes gebildet.
| EWB                                                                 | PWB                    | Vorsorgereserven |
| erkennbare Ausfallrisiken                                           | latente Ausfallrisiken | Risikovorsorge   |
| Länderrisiken (pauschale EWB) (politische und Transferstopprisiken) |                        |                  |

Sonderposten für allgemeine Bankrisiken
Kreditinstitute dürfen nach § 340g HGB auf der Passivseite ihrer Bilanz zur Sicherung gegen allgemeine Bankrisiken einen Sonderposten „Fonds für allgemeine Bankrisiken“ als Bilanzposition bilden (auch „Sonderfonds“), soweit dies nach vernünftiger kaufmännischer Beurteilung wegen der besonderen Risiken des Geschäftszweigs der Kreditinstitute notwendig ist. In Geschäftsjahren mit positivem Nettoertrag aus dem Handelsbuch ist er in Höhe von mindestens 10 % der Nettoerträge des Handelsbuchs in den Sonderposten nach § 340g HGB einzustellen, bis mindestens 50 % der durchschnittlichen Höhe des Postens „Nettoerträge des Handelsbuchs“ der letzten fünf Jahre vor dem jeweiligen Bilanzstichtag erreicht sind. Der Sonderposten ist zweckbestimmt für den Ausgleich eines Verlustes aus dem Handelsbuch; er gehört gemäß § 10 Abs. 2a Nr. 7 KWG zum Kernkapital.
Währungsumrechnung
Die für Nichtbanken vorgeschriebene Umrechnung von Fremdwährungen des § 256a HGB wird für Kreditinstitute dahingehend modifiziert, dass nach § 340h HGB in der Gewinn- und Verlustrechnung vereinnahmte Erträge nur dann berücksichtigt werden müssen, wenn sie nicht durch korrespondierende Vermögensgegenstände, Schulden oder Termingeschäfte gedeckt sind. „Besonders gedeckt“ bedeutet, dass ein vergleichbarer Posten mit einem gegenläufigen Wertrisiko vorhanden ist. § 340h HGB gilt nicht für die Zugangsbewertung, wenn mithin Vermögenswerte oder Verbindlichkeiten während des laufenden Geschäftsjahrs angeschafft oder eingegangen wurden. Hierfür gilt § 256a HGB, wonach die Anschaffungskosten in Fremdwährung angesetzt werden. Bei der in § 340h HGB geregelten Folgebewertung ist zunächst wegen § 340e HGB zwischen Anlage- und Handelsbuch zu trennen. Beim Handelsbestand in Fremdwährung ist der beizulegende Zeitwert maßgebend, Anlagebuch und Liquiditätsreserve sind nach den §§ 340e Abs. 1 und 2 HGB, § 340f HGB und 340g HGB zu bewerten.
Hege Accounting
Nach § 254 HGB ist die Zusammenfassung von Grund- und Sicherungsgeschäft zu einer Bewertungseinheit und somit die erfolgsneutrale Bilanzierung von gegenläufigen Risiken aus diesen Geschäften im Rahmen des Hedge Accounting erlaubt. Dadurch wird auf den Ausweis nicht realisierter Verluste verzichtet, wenn diesen in gleicher Höhe nicht realisierte Gewinne gegenüberstehen, soweit der Eintritt der abgesicherten Risiken ausgeschlossen ist.

### Bewertung nach IFRS

#### Grundsatz
Die Risikovorsorge gemäß IFRS bezieht sich ausschließlich auf das Bewertungsergebnis im Kreditgeschäft. Als Nettogröße enthält sie den Saldo aus Abschreibungen, Wertberichtigungen und Rückstellungen für latente und erkennbar gewordene Risiken und den Erträgen aus der Auflösung dieser Posten. Die Bewertung nach IFRS erfolgt zum Zeitwert (englisch Fair Value) oder zu fortgeführten Anschaffungskosten (englisch amortized cost). Letzteres gilt stets für finanzielle Verpflichtungen, eine Wertänderung kann nur bei Veräußerung und bei einem erhöhten Bonitätsrisiko erfolgen.

#### Bewertung von Forderungen
Hier besteht ein umfangreicher Bewertungsspielraum. Bei Forderungen spielt die Einzelwertberichtigung, Pauschalwertberichtigung (abgeleitet aus durchschnittlichen Kreditausfällen) und die Bildung von Vorsorgereserven eine Rolle.
Einzelwertberichtigung
Eine Einzelwertberichtigung (EWB) ist eine Wertminderung, die vorgenommen wird, wenn ein Kredit mit Ausfallrisiken behaftet ist, dies aber noch nicht durch Korrektur des Wertansatzes berücksichtigt ist. Es findet eine Minderung des bilanziellen Wertansatzes statt.
```
   
nomineller
 Forderungsbetrag (
Buchwert
)
   - erwartete 
Tilgungen
 des 
Kreditnehmers

   - erwartete 
Einzahlungen
 aus der 
Verwertung
 von 
Kreditsicherheiten

   = Betrag der Einzelwertberichtigung
```

Pauschalwertberichtigung
Mit einer Pauschalwertberichtigung werden Forderungen bewertet, die zur Zeit als ungefährdet erscheinen, aber latente Risiken beinhalten.
{\displaystyle Pauschalwertberichtigung=Ausfallverlustquote\cdot risikobehaftetesKreditvolumen}.
Das risikobehaftete – und noch nicht mit einer Einzelwertberichtigung bedachte – Kreditvolumen wird mit der Ausfallverlustquote multipliziert. Forderungen (insbesondere aus dem Kreditgeschäft) werden netto ausgewiesen (nach Abzug von sämtlichen Wertberichtigungen) oder optional auch brutto. Dann erfolgt der Ausweis der Wertberichtigungen und Rückstellungen für Bonitäts- und Länderrisiken sowie Pauschalwertberichtigungen für Ausfallrisiken unter der Risikovorsorge (als Negativposten).
In den Erläuterungen (Anhang) wird die Risikovorsorge weiter aufgeschlüsselt nach Bonitäts-, Länder- und latenten Risiken. Vorsorgereserven dürfen nicht mehr still gebildet werden. Stattdessen fungiert der Sonderfonds für allgemeine Bankrisiken.
Hedge Accounting wird bei allen Bankgeschäften erforderlich, die durch Sicherungsgeschäfte ganz oder teilweise abgesichert sind. Dies betrifft beispielsweise Kredite oder Anleihen, die durch Credit Default Swaps oder Total Return Swaps als Sicherungsnehmer besichert sind. Diese Geschäfte werden nicht jedes für sich einer Einzelbewertung unterzogen, sondern beim Hedge Accounting als Bewertungseinheit betrachtet. Das Hedge Accounting  erlaubt die Zusammenfassung von Grund- und Sicherungsgeschäft zu einer Bewertungseinheit und somit die erfolgsneutrale Bilanzierung von gegenläufigen Risiken aus diesen Geschäften (IFRS 9).
Eine Möglichkeit zur Bildung von Vorsorgereserven besteht nach IFRS nicht, ebenso wenig ist eine Überkreuzkompensation zulässig.

## Umwidmung
Kreditinstitute müssen ihre Vermögenswerte entweder einem Anlagebuch (Art. 106 Abs. 3 Verordnung (EU) Nr. 575/2013 Kapitaladäquanzverordnung (CRR)) oder einem Handelsbuch (Art. 4 Abs. 1 Nr. 86 CRR) zuordnen. Eine nachträgliche Übertragung zwischen diesen Büchern wird Umwidmung genannt und ist bankenaufsichtsrechtlich als „Umbuchungen“ zwischen Anlage- und Handelsbuch gemäß Art. 104 Abs. 2g CRR unter sehr strengen Voraussetzungen möglich.
Im Bankwesen können verlustbringende, nicht nur temporäre Wertminderungen aus Kursrückgängen bei Anleihen als Aktiva (wie bei der Silicon Valley Bank im März 2023) in den EU-Mitgliedstaaten dadurch verhindert werden, dass nach § 340e Abs. 1 HGB (oder gleichlautenden Vorschriften in anderen EU-Mitgliedstaaten) eine Umwidmung dieser Finanzinstrumente vom Held for Trading (Umlaufvermögen) in Held to Maturity (Finanzvermögen) vorgenommen wird. Die Voraussetzung für eine Umwidmung aus dem Handelsbuch in das Anlagebuch ist ausnahmsweise gegeben, wenn außergewöhnliche Umstände zu einer Aufgabe der Handelsabsicht durch das Kreditinstitut führen (§ 340e Abs. 3 HGB) und die Anleihen eine Restlaufzeit von mindestens einem Jahr aufweisen. Ein „außergewöhnlicher Umstand“ kann eine Marktstörung in Form einer Finanzkrise sein wie beispielsweise die Subprime-Krise ab 2007.
Eine nachträgliche – handelsrechtliche – Umgliederung aus der Liquiditätsreserve oder dem Anlagevermögen in den Handelsbestand ist nach § 340e Abs. 3 Satz 2 HGB allgemein unzulässig (Umwidmungsverbot). Umwidmungen zur Gestaltung oder Glättung des Jahresergebnisses sind deshalb nicht statthaft. Nur bei außergewöhnlichen Umständen (englisch rare circumstances) kann auch nach IAS 39.50B eine Umwidmung vorgenommen werden. Sie ist dann mit dem beizulegenden Zeitwert zum Zeitpunkt der Umwidmung vorzunehmen, so dass der beizulegenden Zeitwert als Anschaffungskosten nach § 255 Abs. 4 Satz 4 HGB gilt.